# Desenrola
Desenrola é um filme brasileiro dirigido por Rosane Svartman lançado em 14 de janeiro de 2011. Com Olívia Torres, Kayky Brito e Juliana Paiva entre outros no elenco.

## Sinopse
Priscila (Olívia Torres) é uma garota de 16 anos comum que sempre foi apaixonada por Rafa (Kayky Brito) e que, após conseguir ficar com ele em uma festa, fica desolada ao ser rejeitada na cama por ainda ser virgem. Durante um trabalho escolar com Caco (Daniel Passi), seu melhor amigo, Boca (Lucas Salles), um rapaz virgem obcecado por sexo, e Tize (Juliana Paiva), irmã de Rafa, ela decide fazer uma pesquisa sobre quantas meninas ainda são virgens para mensurar se aquilo é normal ainda. Durante um mal entendido, Amaral (Vitor Thiré) acredita que Priscilla e Boca transaram e pressiona o amigo, que mente uma confirmação que logo se espalha pelo colégio. Priscila aproveitar a mentira para tentar levar Rafa para a cama e, finalmente, perder a virgindade, porém Boca acaba se apaixonando por ela verdadeiramente.

## Elenco
- Olívia Torres como Priscilla Aguiar
- Lucas Salles como Boca
- Kayky Brito como Rafa
- Juliana Paiva como Tize
- Daniel Passi como Caco
- Vitor Thiré como Amaral
- Jorge de Sá como Alê
- Marcela Barrozo como Jurema
- Cláudia Ohana como Clara Aguiar
- Marcelo Novaes como Gabriel Aguiar
- Letícia Spiller como Virginia Aguiar
- Thais Botelho como Letícia
- Daniela Carvalho como Carla
- Gabriel Chadan como Gustavo
- Pablo Morais como Gil
- Pedro Bial como Prof. Mauro
- Juliana Paes como Solange Amaral
- Roberta Rodrigues como Bruna
- Heitor Martinez como Cliente de Bruna
- Ernesto Piccolo como Cliente de Bruna